# Blepephaeus malaccensis
Blepephaeus malaccensis là một loài bọ cánh cứng trong họ Cerambycidae.